# Apalis thoracica
Apalis thoracica là một loài chim trong họ Cisticolidae.